# アレブ・ケルター
アレブ・ケルター（Alev Kelter、1991年3月21日 - ）は、アメリカ合衆国の女子ラグビー選手。

## プロフィール
- アメリカ合衆国フロリダ州タンパ出身[1]。
- ポジションはスタンドオフ(SO)、センター(CTB)。
- 身長 168cm、体重 75kg
- かつては女子サッカーやアイスホッケーをやっていた[2]。
- ワールドカップ2017の女子アメリカ合衆国代表に選ばれた[3]。

## 略歴
2016年、リオ五輪の7人制女子アメリカ代表に選ばれた。
そして2021年、東京五輪の7人制女子アメリカ代表に選ばれた。
2024年、2024パリ五輪の7人制女子アメリカ代表に選ばれて銅メダル獲得。